# عمر رودريغيز سيسنيروس
عمر رودريغيز سيسنيروس هو سياسي مكسيكي، ولد في 11 نوفمبر 1959 في ولاية مكسيكو في المكسيك. نشط حزبياً في الحزب الثوري المؤسساتي. وقد انتخب عضو مجلس النواب المكسيك ‏.